# Aritmeticko-logická jednotka

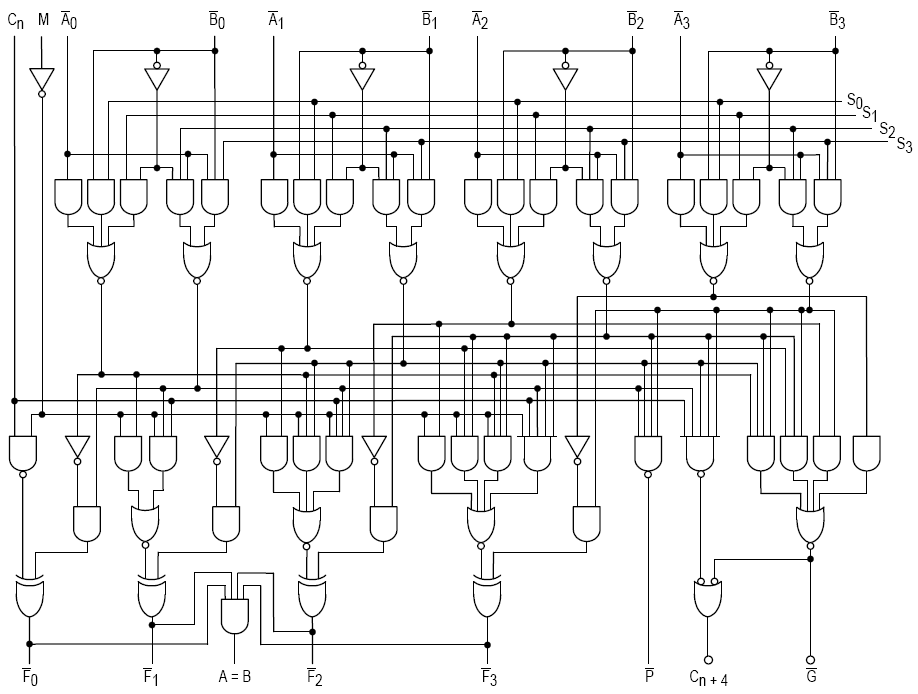
Aritmeticko-logická jednotka (schéma)

Aritmeticko-logická jednotka (ALU podle anglického arithmetic logic unit) je jedna ze základních komponent počítačového procesoru (tou druhou je řadič), ve které se provádějí všechny aritmetické (např. sčítání, násobení, bitový posuv, …) a logické (logický součin, negace, …) výpočty.
V mnoha dnešních procesorech je v rámci jednoho procesorového jádra více než jedna ALU. Obvykle se rozdělují na jednotky pro práci s celočíselnými operandy a jednotky pro práci s operandy v plovoucí řádové čárce (ty se někdy neoznačují jako ALU, ale jako FPU, floating-point unit). Jednotlivé ALU pracují relativně nezávisle, takže procesor může v jednom hodinovém taktu provést více instrukcí ve více jednotkách současně (superskalární procesor).
Jednotlivé operace v aritmeticko-logické jednotce jsou prováděny nad operandy s pevně danou velikostí (32 bitů, 64 bitů, ...), která závisí na architektuře. Výpočty s libovolnou přesností je tak zapotřebí provádět pomocí softwarových knihoven.